# Global Assembly Cache
Global Assembly Cache (GAC) je shramba sklopov za CLI. GAC zagotavlja posebej upravljan centralni repoozitorij sklopov za aplikacije, ki se izvajajo v okolju .NET in njegovih različicah (npr. Mono). GAC naslavlja pomanjkljivosti koncepta skupnih knjižnic (angleško "shared libraries"), ki lahko privedejo do situacij, kot je »DLL hell«.
Sklopi, ki so shranjeni v GAC, se morajo podrejati specifični shemi prirejanja številk verzij, kar omogoča izvajanje kode v sklopih z različnimi verzijami. Takšni sklopi morajo biti podpisani s strani razvijalca.